# Pseudostenophylax tubercularis
Pseudostenophylax tubercularis is een schietmot uit de
familie Limnephilidae. De soort komt voor in het Oriëntaals gebied.